# La Maison d'Hadès
La Maison d'Hadès (titre original  : The House of Hades) est le quatrième tome de la série Héros de l'Olympe écrit par Rick Riordan. Le livre est paru aux États-Unis le 8 octobre 2013 puis en France le 26 février 2014.

## Résumé
Pendant qu'Annabeth et Percy traversent le Tartare, affrontant de nombreux monstres et divinités des plus anciens pour trouver les Portes de la Mort du côté des Enfers, les autres voyagent avec l'Athéna Parthénos, afin de rallier la Maison d'Hadès, un temple souterrain en Épire, et qui est l'emplacement des Portes de la Mort du côté mortel. 
Au moyen d'un feu sacré, Annabeth va, depuis le Tartare, envoyer un message à Reyna afin de la convaincre qu'elle doit aller dans les Terres Anciennes chercher l'Athéna Parthénos et la rendre à la Colonie des Sang-Mêlés afin de faire cesser les hostilités entre Grecs et Romains.
Elle n'arrivera que bien après, lorsqu'épuisés, les Sept ressortent de la Maison d'Hadès après avoir une fois de plus repoussé monstres, géants et sorciers ; avoir retrouvé Percy et Annabeth qui sont sortis vivants du Tartare et avoir brisé les chaînes des Portes de la Mort et les avoir refermées.

## Personnages principaux
- Percy Jackson, fils de Poséidon
- Annabeth Chase, fille d'Athéna
- Jason Grace, fils de Jupiter
- Piper McLean, fille d'Aphrodite
- Léo Valdez, fils d'Héphaïstos
- Frank Zhang, fils de Mars
- Hazel Levesque, fille de Pluton
- Nico di Angelo, fils d'Hadès

## Points de vue
Contrairement aux précédents livres de la série, l'histoire est racontée du point de vue des sept personnages principaux de l'histoire (Hazel Levesque, Annabeth Chase, Léo Valdez, Percy Jackson, Frank Zhang, Jason Grace et Piper McLean). Le changement de personnages a lieu tous les quatre chapitres. Les points de vue suivent une alternance entre Percy et Annabeth, qui sont au Tartare, et les cinq autres personnages. Les points de vue de Percy et Annabeth ont donc une fréquence d'apparition prévisible tandis que ceux des autres personnages sont dans un ordre aléatoire. Les points de vue suivent les modèles : *autre* ; Annabeth ; *autre* ; Percy.
| Personnages | Chapitres                                                                      |
| ----------- | ------------------------------------------------------------------------------ |
| Hazel       | 1, 2, 3, 4, 25, 26, 27, 28, 73, 74, 75, 76                                     |
| Annabeth    | 5, 6, 7, 8, 21, 22, 23, 24, 37, 38, 39, 40, 53, 54, 55, 56, 69, 70, 71, 72     |
| Léo         | 9, 10, 11, 12, 49, 50, 51, 52                                                  |
| Percy       | 13, 14, 15, 16, 29, 30, 31, 32, 45, 46, 47, 48, 61, 62, 63, 64, 77, 78, 79, 80 |
| Frank       | 17, 18, 19, 20, 65, 66, 67, 68                                                 |
| Jason       | 33, 34, 35, 36, 57, 58, 59, 60                                                 |
| Piper       | 41, 42, 43, 44                                                                 |